# New Rockford
New Rockford är administrativ huvudort i Eddy County i North Dakota. Orten har fått sitt namn efter Rockford, Illinois. Enligt 2020 års folkräkning hade New Rockford 1 361 invånare.